# Alfred Blau
Alfred Blau, né le 29 mai 1827 à Blois et mort le 23 février 1896 à Bruxelles, est un dramaturge et librettiste français.

## Biographie
Né à Blois, il étudie au collège de la ville.
Avocat de formation, Alfred Blau avait plaidé une ou deux fois dans sa jeunesse. Commis d’office auprès d’un vagabond, il s’était hasardé à bâtir sa plaidoirie sur l’idée que tout le monde était plus ou moins dans le cas de son client. — Parlez pour vous, maitre Blau, l’ayant sèchement interrompu le président, il a refusé, à la suite de cette plaidoirie originale mais ineffective, de continuer à pratiquer.
Monté à Paris, vers 1849-50, il s’est rapidement abouché avec le groupe d’Henry Murger, Alexandre Schanne et Champfleury. Théodore Massiac décrit son physique comme celui d’« un petit homme potelé, blond et rose, avec des épaules rondes, presque pas de cou, une figure aimable, quoique peu communicative, des yeux bleus voilés aux trois quarts par des paupières bridées qui lui donnaient un air légèrement endormi. Mais pour qui savait voir, le regard était plein de finesse et de malice. Il marchait d’un pas assez lourd et lent, sans faire attention à ce qui se passait autour de lui. » À cette époque, ses amis l’ont surnommé « Baül », sorte d’anagramme de son patronyme.
Son intimité avec Murger l’a amené à faire la connaissance d’Hippolyte de Villemessant, dont il a fait partie de l’entourage intime. C’est lui qui, en réalité, a écrit les feuilletons dramatiques du critique du Journal des débats durant la dernière année d’existence de Clément Caraguel, trop malade pour pouvoir le faire. Cependant, n’ayant consenti, par délicatesse, à suppléer son ami qu’à l’expresse condition que sa signature serait conservée, ceci lui a nui lorsque, à la mort de Caraguel, il a tenté en vain de lui succéder.
Ayant tout lu, tout vu, il connaissait le théâtre mieux que quiconque, sachant une foule de dessous de l’histoire dramatique de la dernière moitié du XIXe siècle, qu’il contait avec une verve calme et sournoise, d’un effet souvent désopilant. Lui se contentait de sourire en tirant une bouffée de cigarette. Ce « gourmet de lettres » avait de nombreux sujets de pièces en tête, mais n’arrivait pas à écrire les comédies ou les drames qu’il avait imaginé. Arrivé, un jour, chez Caraguel avec un scénario de drame corsé à l’extrême, ce dernier lui dit : « Il faut aller montrer ça à d’Ennery ! », en lui remettant une lettre d’introduction. Arrivé chez « le maitre », il voit, pendant qu’il expose son affaire, d’Ennery se poser devant sa cheminée en train de se livrer à un travail qu’il ne comprend pas tout d’abord : le célèbre dramaturge passait lentement de gauche à droite de sa cheminée, en tenant une de ses mains derrière son dos. Enfin, d’Ennery s’arrête, Blau voit d’étranges scintillements sur la cheminée, et s’approche : c’étaient tous les écrins de ses décorations que d’Ennery venait d’ouvrir. Suffoqué, il s’est levé, a rempoché son scénario et salué d’Ennery en lui disant : « Pardon, j’ai oublié mes insignes de l’Académie de Blois », avant de s’en aller.
Blau était, en effet, membre de l’Académie de Blois. À sa réception, il a fustigé ses nouveaux confrères en prononçant un discours de remerciements développant la thèse selon laquelle les académies étant parfaitement inutiles, ne devaient se composer que de membres incapables de remplir d’autres fonctions sociales. « C’est mon cas, messieurs, disait-il en terminant, aussi me trouvé-je fort honoré que vous m’ayez reconnu digne d’entrer en votre honorable compagnie, à laquelle je m’engage à ne pas déchoir dans l’avenir. » Ce discours a produit une très vive sensation à Blois.
Il est l’auteur du scénario de Sigurd et de celui d’Esclarmonde, dont les poèmes ont été écrits par Camille du Locle et par Louis de Gramont. Il a montré, à ce propos, un dévouement admirable envers Ernest Reyer, ne parlant jamais, à propos de Sigurd, que de l’auteur de la partition, devant lequel il s’effaçait complètement. Il est aussi l’auteur d’un livret d’opérette, le Moulin de la Galette. Sur la fin de 1887, il a été en négociations avec Emmanuel Chabrier au sujet projet de livret sur le thème de La Tempête de Shakespeare, qui n’a pas abouti,.
Lié avec tout le monde des théâtres, Blau dominotier passionné, Blau était du domino à quatre de Raymond Deslandes, qui se tenait toutes les après-midi, à cinq heures, au café Américain. Au moment des dernières répétitions d’une pièce nouvelle, il arrivait parfois que Deslandes était en retard et ne venait qu’à cinq heures et demie ou même à six heures. c’étaient alors des altercations terribles. Blau accablait d’invectives ce pauvre Deslandes. — Si vous recommencez demain, je vous fais expulser manu militari ! Et Deslandes mettait, le lendemain, la répétition à onze heures du matin, au grand effarement de ses comédiens, qui ne comprenaient les motifs de sa détermination qu’en le voyant, à quatre heures 45, se frotter les mains en allant, une fois la répétition levée, retrouver ses amis « à la partie ».
Bien que natif de Blois, Blau était l’un des Parisiens les plus Parisiens de Paris, n’aimant que Paris, ne connaissant que Paris, et encore le Paris compris entre les grands boulevards, la Butte, le faubourg Montmartre et la rue de Clichy. Le reste n’était plus Paris à ses yeux. Quand ses affaires l’appelaient, par exemple, chez Hartmann, dont la maison d’édition musicale se trouvait rue Daunou, il disait gravement : — Je vais sur la rive gauche. Il allait pourtant, presque tous les hivers, assister à quelques représentations de la Monnaie. C’est là qu’il est mort subitement, à l’hôtel du Grand-Monarque, où il était descendu depuis plusieurs jours, venu assister à la représentation de Tannhauser et comptant rester à Bruxelles jusqu’après la première de Thaïs.
Décrit comme « un esprit très fin et un cœur excellent », il a succombé à une pneumonie compliquée de congestion cérébrale. Ses obsèques ont eu lieu à Bruxelles. Il était chevalier de la Légion d’honneur, depuis le 10 janvier 1894. Il était le cousin-germain d’Édouard Blau.

## Livrets
- Le Chanteur florentin de Jules Duprato, Fantaisies-Parisiennes, 29 novembre 1866.
- Sigurd d’Ernest Reyer, avec Camille du Locle, 1884.
- Esclarmonde de Jules Massenet, avec Louis de Gramont, 1889.
- Werther de Jules Massenet, avec Paul Milliet et Georges Hartmann, 1892.
- La Chanson de l'étoile, de Louis Gérôme, Folies-Marigny, 3 décembre 1872.
- Le Moulin de la Galette, opérette.